# Réserve naturelle régionale du site géologique de Limay
La réserve naturelle régionale du site géologique de Limay (RNR208) est une réserve naturelle régionale géologique située en Île-de-France. Classée en 2009, cette ancienne carrière occupe une surface d'un peu plus de 70 hectares et protège des affleurements représentant 35 millions d'années d'histoire du Bassin parisien, de la fin du Crétacé au Lutétien ainsi qu'une mosaïque dense d'habitats (zones humides, milieux xériques, pelouses à orchidées, fruticées, boisements) où s'épanouit une biodiversité remarquable.

## Localisation

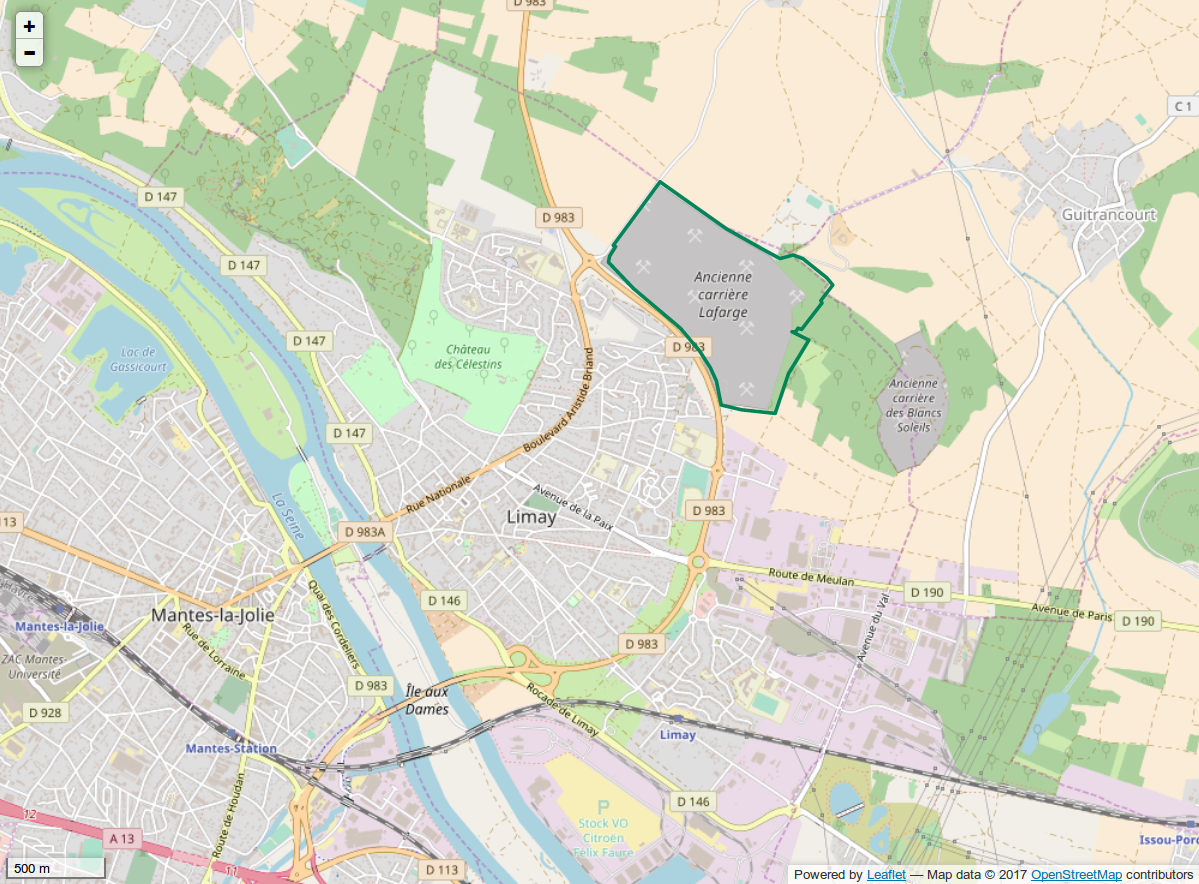
Périmètre de la réserve naturelle.

En bordure du Parc naturel régional du Vexin français, le territoire de la réserve naturelle se situe dans le département des Yvelines, sur la commune de Limay, en rive droite de la Seine. Il occupe une surface d'un peu plus de 70 hectares d'une ancienne carrière de calcaire et d'argile au nord-est de la commune.

## Histoire du site et de la réserve
De 1928 à 1978, la carrière est exploitée pour le calcaire et l'argile par la société Lafarge. Les matériaux alimentent une cimenterie locale puis, l'argile seule est envoyée vers une cimenterie à Cormeilles en Parisis. À partir de 1992, avec la fin de l'exploitation, des travaux de sécurité et de remise en état écologique du site sont initiés par l'exploitant.
En 2003, une proposition de classement en ZNIEFF est initiée qui aboutit à partir de 2005 à un diagnostic du site.
La commune acquiert le site en 2006 et, appuyé par la région Ile-de-France, lance le projet de classement en RNR. Ce classement intervient en 2009.

## Écologie (biodiversité, intérêt écopaysager…)
Outre son intérêt géologique, le site présente un fort intérêt écologique par la présence de milieux variés aussi bien secs (friches, pelouses et boisements) qu'humides.

### Géologie
Les boucles de la Seine présentent une topographie variée avec de nombreux affleurements : craies, argiles, limons. Sur le site, on observe 3 étages géologiques, Campanien, Yprésien et Lutétien qui correspondent à un intervalle compris entre 80 et 45 millions d'années.

### Flore
La flore recensée compte plus de 400 espèces dont 83 sont remarquables. On y trouve ainsi l'Orobanche pourprée et la Zanichellie des marais, deux espèces protégées en Ile-de-France, ainsi que 16 espèces d'orchidées dont, probablement, la plus belle station régionale d'Epipactis des marais .

### Faune

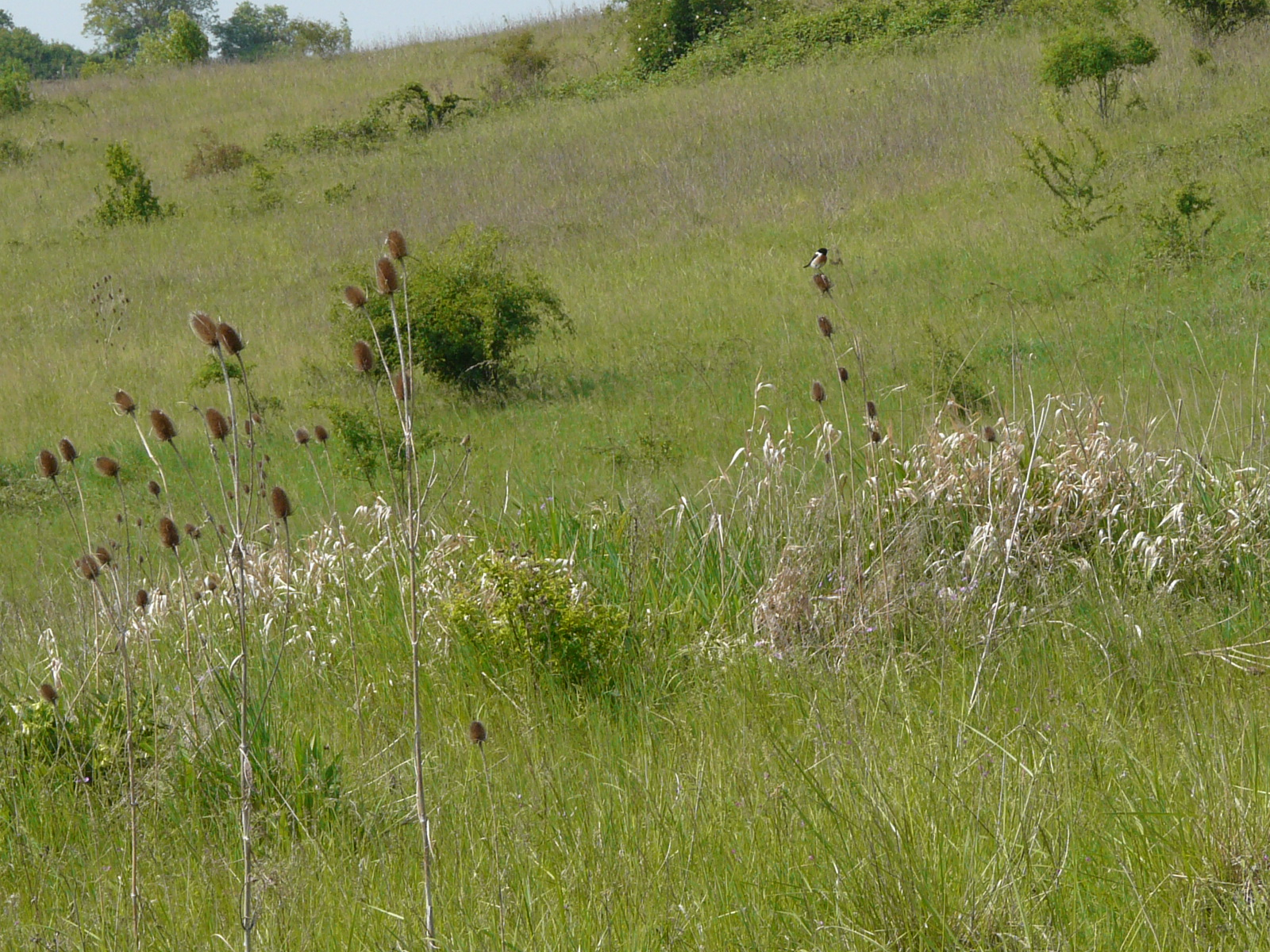
Cardère de l'été passé. Aussi appelé "le cabaret des oiseaux" pour les graines qu'elle leur fournit en hiver et la possibilité qu'elle leur offre de s'abreuver au creux de ses feuilles. Tarier pâtre mâle guettant sa proie au second plan, le 3 mai 2011.

La diversité faunistique est très importante puisqu'elle est estimée à plus d'un millier d'espèces, tous groupes confondus. Le site est très favorable à l'avifaune et l'entomofaune. Parmi les 105 espèces d'oiseaux dont 62 sont nicheuses, on peut noter l'Œdicnème criard, le Bruant zizi, la  chevêche d'Athéna, le Vanneau huppé, le Grèbe castagneux.
On compte également sur le site 9 espèces d'amphibiens dont le Pélodyte ponctué et 34 espèces d'odonates comme l'Agrion nain.

## Intérêt touristique et pédagogique
De par son emplacement périurbain, son patrimoine naturel et la diversité, tant des roches que des habitats, le site présente un grand intérêt pour l'éducation et la sensibilisation de tous les publics à la Nature. L'accès au site est réglementé en tout temps et les gestionnaires proposent des balades tout au long de l'année à destination du grand public ainsi qu'une programmation riche en faveur des scolaires du cycle 1 au master.

## Administration, plan de gestion, règlement
La réserve naturelle est co-gérée par le Parc naturel régional du Vexin français et la commune de Limay.

### Outils et statut juridique
La réserve naturelle a été créée par une délibération du Conseil régional du 22 octobre 2009 pour une durée de 12 ans reconductible.
Le site fait également partie de la ZNIEFF de type I no 110020410 « Carrière de Limay ».

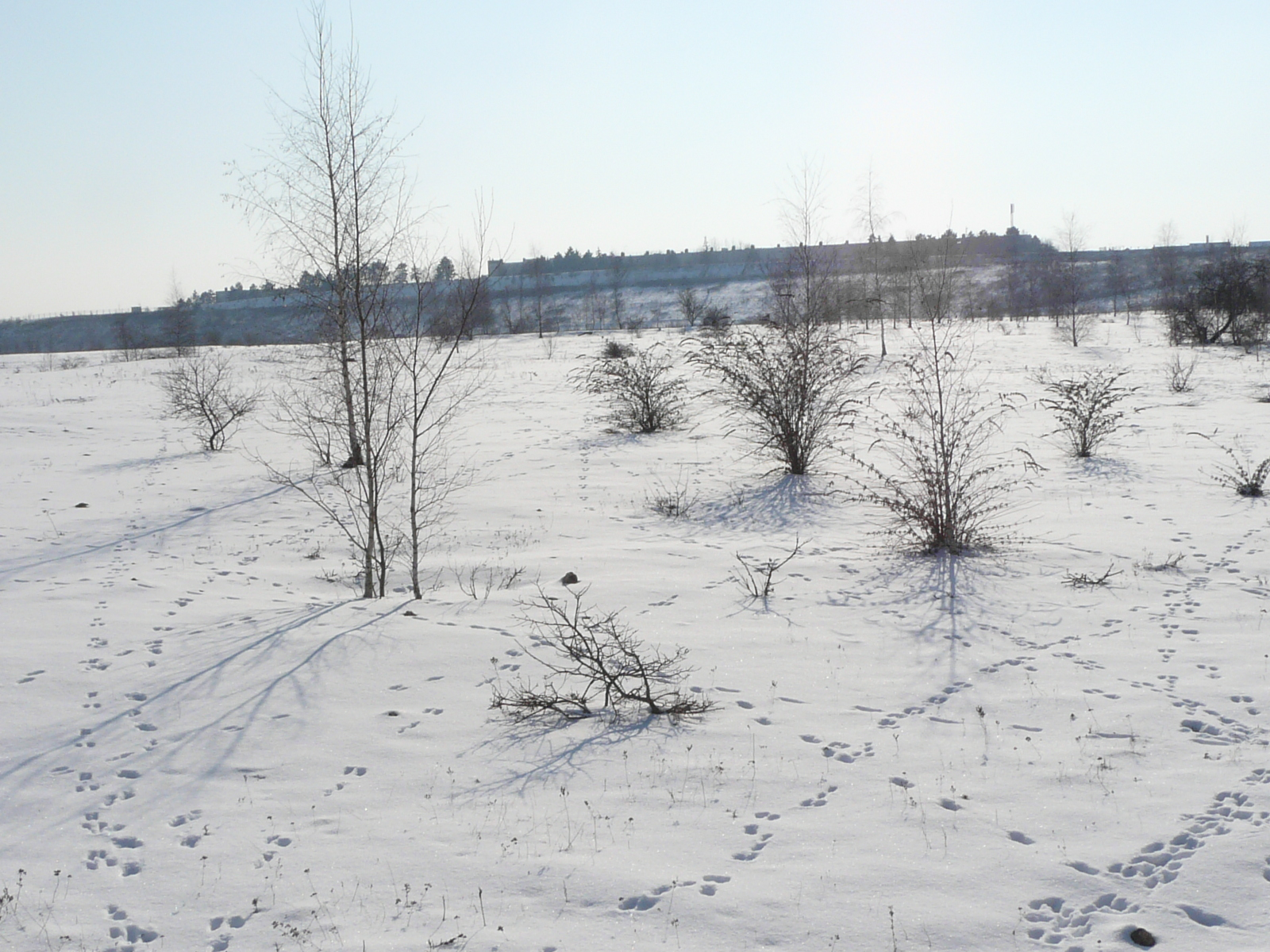
Plateau enneigé.
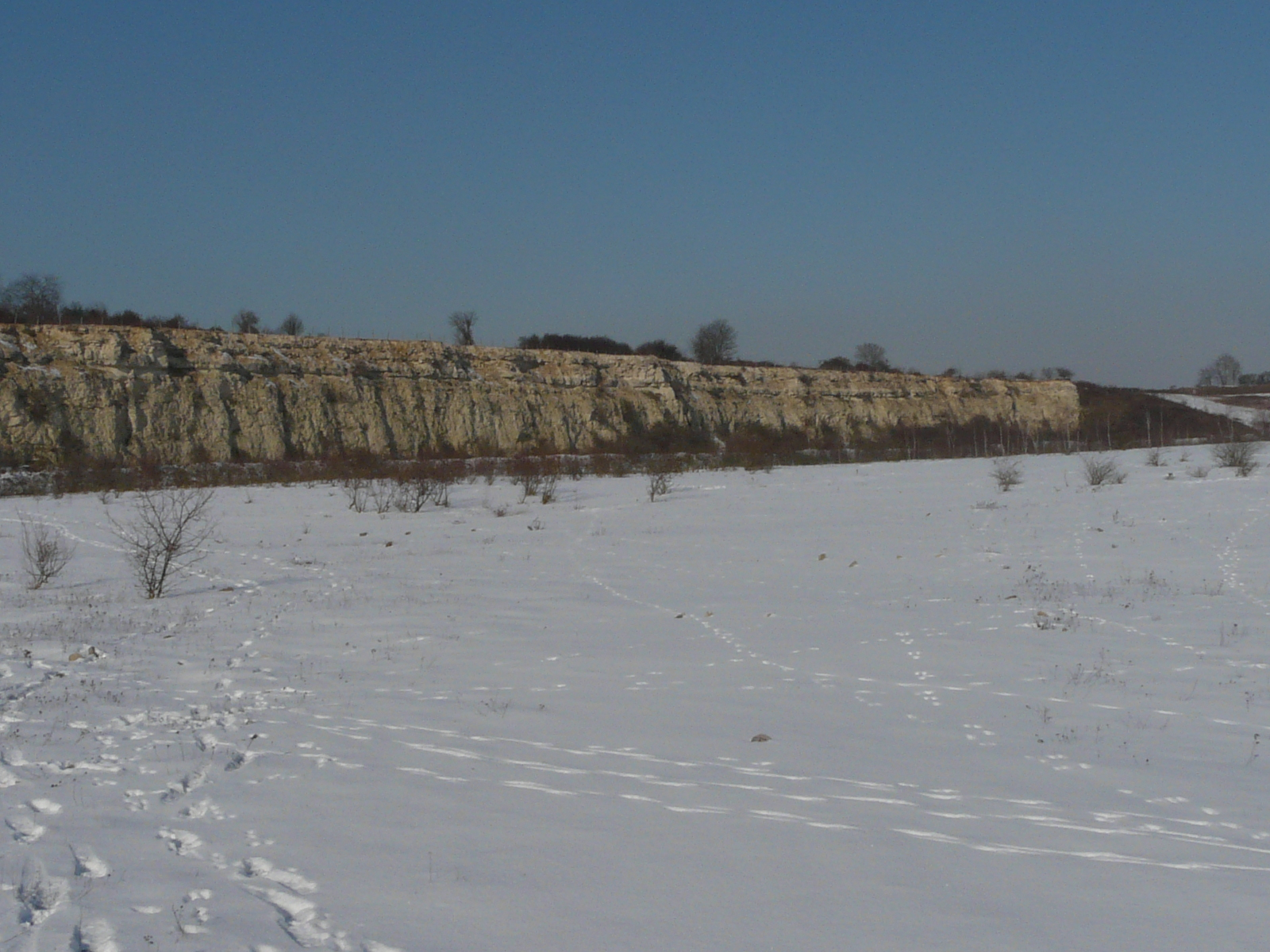
Plateau enneigé.
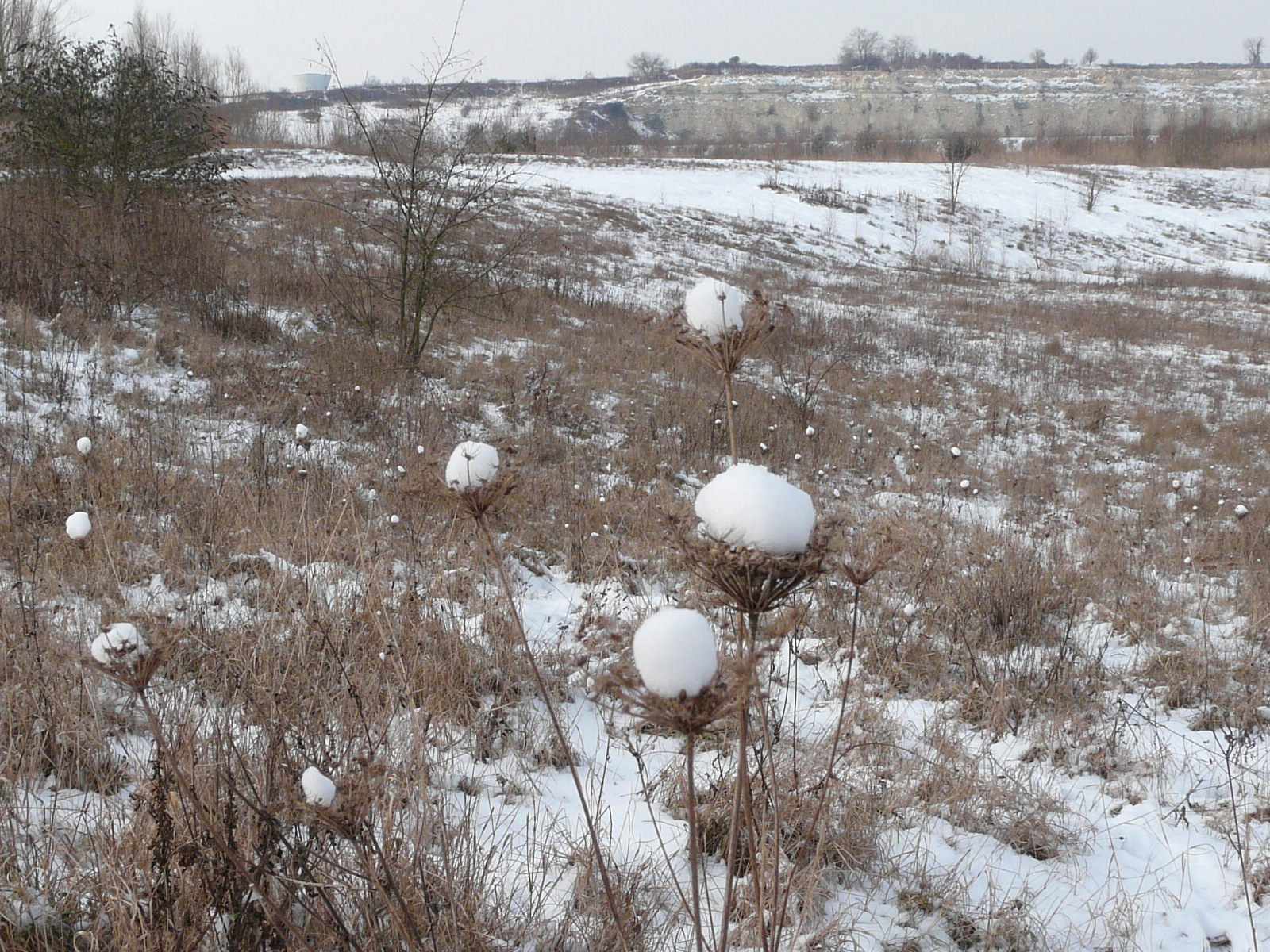
Le site sous la neige.
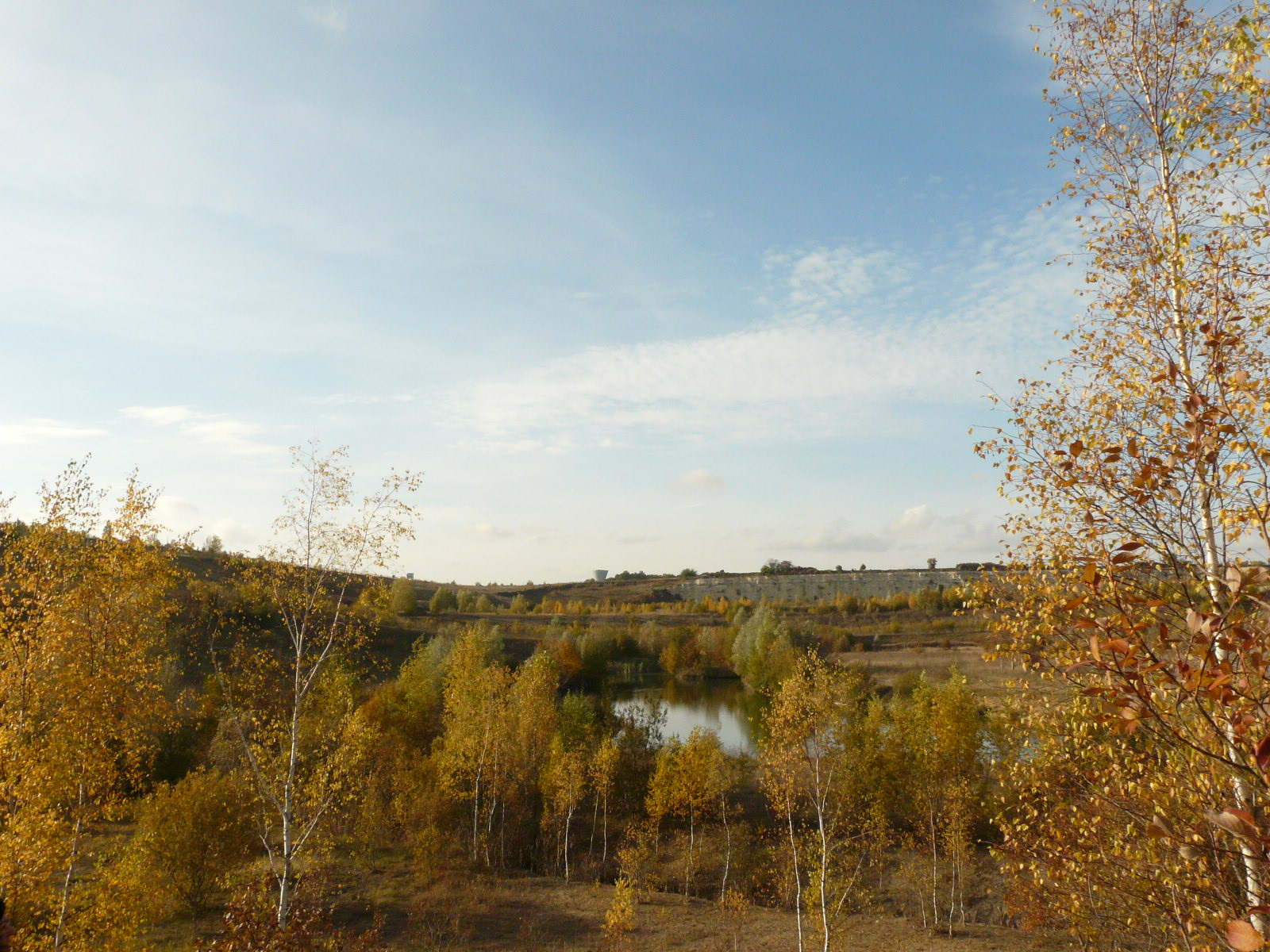
Le site en automne.
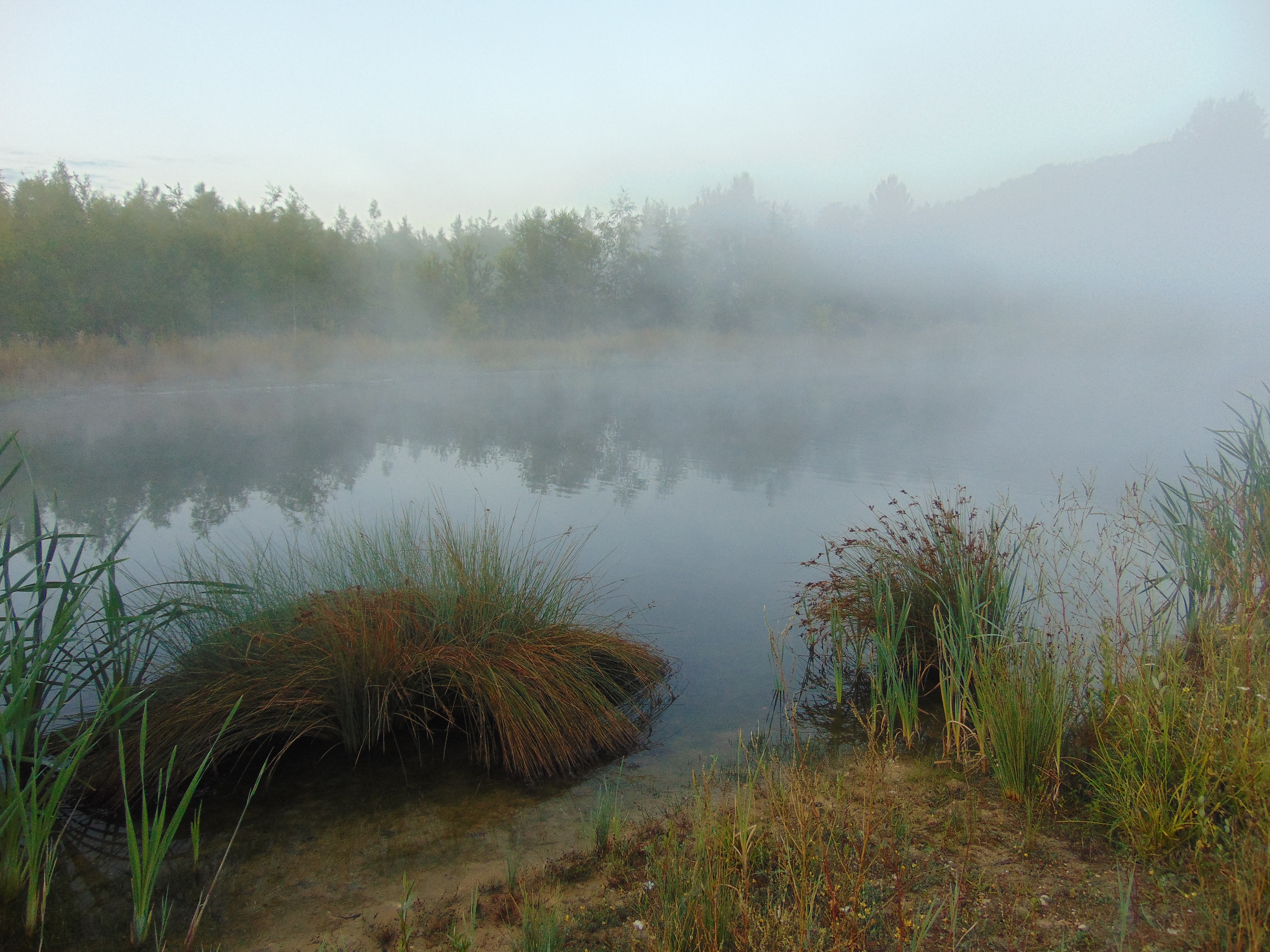
Lever de brume.